# Izydor (Kiriczenko)
Izydor, imię świeckie Nikołaj Kiriczenko (ur. 25 maja 1941 w Wejmarnie, zm. 8 sierpnia 2020 w Krasnodarze) – rosyjski biskup prawosławny.

## Życiorys
Po ukończeniu szkoły średniej wstąpił do leningradzkiego seminarium duchownego, a następnie do Leningradzkiej Akademii Duchownej. Będąc studentem IV roku, 3 stycznia 1967, złożył wieczyste śluby zakonne przed metropolitą leningradzkim i nowogrodzkim Nikodemem, przyjmując imię Izydor na cześć św. Izydora Juriewskiego. 5 lutego 1967 został wyświęcony na diakona, zaś 7 kwietnia tego samego roku na kapłana. Służył w cerkwi św. Aleksandra Newskiego w rejonie krasnosielskim Leningradu. Został mianowany proboszczem parafii Podwyższenia Krzyża Pańskiego we wsi Opole, którą to funkcję pełnił do marca 1970, gdy został proboszczem parafii Opieki Matki Bożej w Koziej Górze. Po roku przeniesiony do parafii św. Jerzego w Starej Russie. W 1973 podniesiony do godności ihumena. Od września 1975 wykładał w Leningradzkiej Akademii Duchownej oraz opiekował się akademicką cerkwią św. Jana Teologa.
12 czerwca 1977 podniesiony do godności archimandryty równocześnie z nominacją na biskupa archangielskiego i chołmogorskiego. Uroczysta chirotonia odbyła się 19 czerwca 1977 w cerkwi św. Jana Teologa z udziałem metropolitów leningradzkiego i nowogrodzkiego Nikodema, krutickiego i kołomieńskiego Juwenaliusza, arcybiskupa penzeńskiego i sarańskiego Melchizedeka, biskupów sierpuchowskiego Ireneusza, stawropolskiego i bakijskiego Antoniego, wyborskiego Cyryla, ufimskiego i stierlitamackiego Walentego i tichwińskiego Melitona. Od 1985 nosił tytuł biskupa archangielskiego i murmańskiego. W 1987 przeniesiony na katedrę krasnodarską i kubańską. Pozostając w tejże eparchii, uzyskiwał kolejno godność arcybiskupa (1989) i metropolity (2001), od 3 kwietnia tego roku jako metropolita jekaterinodarski i kubański.
Zmarł w 2020 r., wskutek powikłań po COVID-19. Został pochowany w katedralnym soborze św. Katarzyny w Krasnodarze.